# MADE IN USA
『MADE IN USA』（メイド・イン・ユーエスエー）は、SEX MACHINEGUNSの6枚目のスタジオ・アルバム。

## 概要
前作『HEAVY METAL THUNDER』以来、11ヶ月ぶりとなるオリジナル・アルバム。
アメリカ合衆国・テネシー州のナッシュビルで自身初の海外レコーディングを行った。

## 収録曲
（全作詞・作曲（特記以外）：Anchang / 全編曲：SEX MACHINEGUNS）
1. サボテン兄弟
2. JUNK FOOD
3. SAMURAI No.7
4. ZERO
5. Mr.JOURNEY
6. SWEET SWEET
作詞：Anchang・CIRCUIT.V.PANTHER
7. MAMA SAN VOLLEY
8. 限りなき抵抗
9. 愛人 28 ～Nashville Mix～
作曲：Anchang・CIRCUIT.V.PANTHER
10. ダイヤルロック式 金庫
11. REACH FOR THE SKY
12. HUNGRY EYES ～Tennessee Mix～
作曲：Anchang・CIRCUIT.V.PANTHER